# Bruno Corazzari
Bruno Corazzari (* 30. Dezember 1940 in Castellerano, Provinz Reggio Emilia) ist ein italienischer Schauspieler.

## Leben
Corazzari begann als Nebendarsteller in der zweiten Hälfte der 1960er Jahre, oftmals in Italowestern; mit der Zeit nahm die Größe der Rollen ebenso wie die Bedeutsamkeit seiner Charaktere zu und er verkörperte Rollen in etlichen Vorzeigefilmen des Genrekinos, in Polizeifilmen, Gialli und Abenteuerfilmen. Der nahezu 1,90 m große Schauspieler verstand es, neben dem Einsatz seiner markanten Gesichtszüge, großes Gespür für das Innenleben seiner Figuren zu entwickeln, wodurch er auch den Übergang zum Autorenkino späterer Jahre und auf die Theaterbühnen schaffte. Seit 1977 arbeitete er auch vermehrt für das Fernsehen.

## Filmografie (Auswahl)
- 1967: Django – der Bastard (Per 100.000 dollari t'ammazzo)
- 1967: Ein Halleluja für Django (La più grande rapina del west)
- 1967: Von Mann zu Mann (Da uomo a uomo)
- 1968: Gangster sterben zweimal (Gangsters '70)
- 1968: Ich bin ein entflohener Kettensträfling (Vivo per la tua morte)
- 1968: Mein Körper für ein Pokerspiel (The Belle Starr story)
- 1968: Quanto costa morire
- 1968: Spiel mir das Lied vom Tod (C'era una volta il West)
- 1968: Vier für ein Ave Maria (I quattro dell'Ave Maria)
- 1969: Die zum Teufel gehen (La legione dei dannati)
- 1970: Adios, Sabata (Indio Black, sai che ti dico: Sei un gran figlio di…)
- 1970: Drei Halunken und ein Halleluja (Roy Colt & Winchester Jack)
- 1970: Der Einsame aus dem Westen (Sledge)
- 1970: Der Killer von Wien (Lo strano vizio della signora Wardh)
- 1970: Rancheros (La diligencia de los condenados)
- 1970: Sartana kommt… (Una nuvola di polvere... un grido di morte... arriva Sartana)
- 1971: Django – Der Tag der Abrechnung (Quel maledetto giorno della resa dei conti)
- 1971: La primera entrega
- 1971: Zeig mir das Spielzeug des Todes (Il giorno del giudizio)
- 1972: Ein achtbarer Mann (Un uomo da rispettare)
- 1972: The Opium Connection (Afyon oppio)^
- 1972: Das Rätsel des silbernen Halbmonds (Sette orchidee macchiate di rosso)
- 1973: Tote Zeugen singen nicht (La polizia incrimina la legge assolve)
- 1974: Die heiße Nacht der Killer (La muerte llamas a la 10)
- 1974: Der Mann ohne Gedächtnis (L'uomo senza memoria)
- 1974: Mussolini – Die letzten Tage (Mussolini: Ultimo atto)
- 1974: Die Rotröcke (Giubbe rosse)
- 1975: Verdammt zu leben – verdammt zu sterben (I quattro dell'apocalisse)
- 1976: Eiskalte Typen auf heißen Öfen (Uomini si nasce poliziotti si muore)
- 1976: La Orca – Gefangen, geschändet, erniedrigt (La orca)
- 1977: Die Gewalt bin ich (Il cinico, l'infame, il violento)
- 1977: Ich habe Angst (Io ho paura)
- 1977: Die sieben schwarzen Noten (Sette note in nera)
- 1979: Das Versprechen (La promessa)
- 1981: The Black Cat (Il gatto nero)
- 1982: Marco Polo (TV-Miniserie)
- 1983: Im Wendekreis des Kreuzes (The Scarlet and the Black) (Fernsehfilm)
- 1983: Thunder (Thunder)
- 1985: Black Tunnel
- 1987: Die Affäre Aldo Moro (Il caso Moro)
- 1987: Im Schatten des Kreuzes (Le due croci) (TV-Film)
- 1989: Der Gorilla am Amazonas (Le Gorile et l'amazone) (Episode der Fernsehserie)
- 1989: Der Ermittlungsrichter (Fernsehserie, Episode "Gerechtigkeit, die keine ist") (Il giudice istruttore: Simulazione di reato)
- 1991: Body Puzzle – Mit blutigen Grüßen (Body puzzle)
- 1997: Der Prinz von Homburg (Il principe di Homburg)
- 2000: Don Matteo (Fernsehserie, 1 Folge)